# 拉扎爾·伊西多爾
拉扎爾·伊西多爾（法語：Lazare Isidor，法語發音：[lazaʁ izidɔʁ]；1813年7月13日—1888年9月16日）出生於今天法國大東部大區摩泽尔省的利克賽姆，曾經擔任法國猶太教首席拉比。

## 生平
- 1837年：首先被任命為法爾斯堡拉比[1]。
- 1839年：起身反對法國對於猶太人制定富有歧視意味的附加猶太教宣誓（法语：Serment more judaico）法案，經過法院審理訴訟之後，法國最高法院最後廢止該項歧視法案，終結了對於法語地區猶太人長達1300年的羞辱[2][3]。
- 1847年：任命為巴黎首席拉比。
- 1866年：從前任薩洛蒙·烏爾曼之後，擔任法國首席拉比[4]。
- 1888年：逝世，葬於拉雪茲神父公墓

## 翻譯聖經
拉扎爾·伊西多爾對於經典甚為看重，因此1876年起和翻譯人員合作，將塔納赫翻譯成法語版本，此舉對於使用法語的猶太人影響甚鉅，使得他們及其後代，擁有法語版本的猶太教聖經。

## 受獎
- 1859年：法國榮譽軍團勳章[5]